# Aquabacterium fontiphilum
Aquabacterium fontiphilum es una bacteria gramnegativa del género Aquabacterium. Fue descrita en el año 2009. Su etimología hace referencia a amante de fuente de agua. Es aerobia y móvil por flagelo polar. Tiene un tamaño de 0,5-0,8 μm de ancho por 1-2 μm de largo. Forma colonias redondas y transparentes, con márgenes irregulares. Temperatura de crecimiento entre 15-42 °C, óptima de 25-30 °C. Catalasa y oxidasa positivas. Es resistente a estreptomicina y sulfametoxazol. Sensible a ampicilina, cloranfenicol, gentamicina, kanamicina, ácido nalidíxico, novobiocina, rifampicina, penicilina y tetraciclina. Se ha aislado de una fuente de agua dulce en Taiwán. 